# Leonardo Buñuel González
Leonardo Manuel Buñuel González (Calanda, 1855 - Zaragoza, 1923) fue un comerciante, indiano residenciado en Cuba y fotógrafo aficionado español, padre del cineasta Luis Buñuel.

## Biografía
Natural de Calanda, fue militar en Cuba y fue propietario de una ferretería y de una empresa naviera, por las que consiguió una considerable fortuna. Tras la guerra hispano-estadounidense, liquidó sus negocios y volvió a su pueblo natal, donde se casó el 10 de abril de 1899 con María Portolés Cerezuela, de  diecisiete años, veintiocho más joven que él, con la que tuvo siete hijos: Luis (1900), María (1901), Alicia (1902), Concepción (1904), Leonardo (1907), Margarita (1912) y Alfonso (1915). De todos estos, destacaron: 
- Luis, el más relevante cineasta español, autor de 32 filmes;
- Leonardo, médico, pediatra y radiólogo; y
- Alfonso, arquitecto y diseñador, que destacó como autor de collages surrealistas.

## Obra fotográfica
Es autor de una notable colección de fotografías estereoscópicas, realizadas entre 1900 y 1905, y de las que se conservan al menos 43 ejemplares.